# Eric Harold Neville
Eric Harold Neville (Londres, 1 de janeiro de 1889 — Reading, 22 de agosto de 1961) foi um matemático britânico.

## Obras
- Multilinear functions of direction, and their uses in differential geometry, Cambridge, Cambridge University Press 1921
- The fourth dimension, Cambridge, Cambridge University Press 1921
- Prolegomena to analytical geometry in anisotropic Euclidean space of three dimensions, Cambridge, Cambridge University Press 1922
- Jacobian elliptic functions, Oxford, Clarendon Press 1944, 2. Auflage 1951
- The Farey series of order 1025. Displaying solutions of the Diophantine equation by - ax = 1, Cambridge, Cambridge University Press 1950
- Rectangular-polar conversion tables, Cambridge, Cambridge University Press 1956